# Oneida (band)
Oneida is een Amerikaanse indierockband. De band werd opgericht in 1997 in Brooklyn, New York door PCRZ, Bobby Matador, Kid Millions en Hanoi Jane. Het debuutalbum A place called El Shaddai's werd in 1997 uitgebracht op het label Turnbuckle. Twee jaar later tekende de band bij Jagjaguwar. In 2006 startte de band het label Brah Records nadat Jagjaguwar een album van Oakley Hall niet wilde uitgeven. Brah Records is een imprint van Jagjaguwar. Op 1 september 2007 vierde de band haar tienjarig bestaan met een concert in het P.S. 1 Contemporary Art Center.

## Discografie

### Studioalbums
- A place called El Shaddai's, 1997
- Enemy hogs, 1999
- Come on everybody let's rock, 2000
- Anthem of the Moon, 2001
- Each one teach one, 2002
- Secret wars, 2004
- The wedding, 2005
- Happy new year, 2006
- Preteen weaponry, 2008
- Rated O, 2009
- Absolute II, 2011
- A list of the burning mountains, 2012
- The Brah tapes, 2015
- What's your sign?, 2016 (met Rhys Chatham)
- Romance, 2018

### Compilatiealbum
- Seeds of contemplation, 2007

### Livealbums
- Street people, 2001 (samen met 25 Suaves)
- Fine European food and wine, 2010
- Live at Secret Project Robot, 2017 (feat. James McNew en Lee Ranaldo)

### Ep's
- Steel rod, 2000
- Atheists, reconsider, 2002 (samen met Liars)
- Nice. / Splittin' peaches, 2004
- The green corridor I, 2010 (samen met Pterodactyl)

### Singles
- Best friends / The land of bugs, 1998
- Bobby's black thumb, 2002 (samen met Songs: Ohia)
- Anthem of the Moon, 2002 (samen met Brother JT)
- Ceasar's column, 2004
- Split, 2005 (samen met Plastic Crimewave Sound)
- Heads ain't ready, 2008
- Green corridor, 2010 (samen met Pterodactyl)
- Equinox / Last hit, 2010
- Human factor, 2010
- Split, 2011 (samen met Mugstar)
- Town crier, 2017
- Cockfights, 2018 (samen met Yonatan Gat)